# Emmanuel Gobilliard
Emmanuel Gobilliard, né le 18 février 1968 à Saumur (Maine-et-Loire), est un prélat catholique français, évêque de Digne, Riez et Sisteron depuis 2022.

## Biographie

### Formation
Emmanuel Gobilliard est le fils du général d'armée Hervé Gobilliard. Après avoir suivi une classe préparatoire au lycée Henri-IV puis obtenu une licence d'histoire à la Sorbonne, Emmanuel Gobilliard entre au séminaire diocésain du Puy-en-Velay, diocèse où il n'a aucune attache.
En 1992, il effectue son service militaire à Gap au  4e régiment de chasseurs puis rejoint le séminaire français de Rome où il suit le second cycle de ses études à université pontificale grégorienne. Entre 1994 et 1998, il fait partie de l'équipe d'aumônerie de l'hôpital Spallazani, spécialisé dans les phases terminales des maladies infectieuses. En 1996, il fait son troisième cycle d'études au sein de l'institut pontifical pour les études sur le mariage et la famille, à l'université pontificale du Latran. Il est ordonné prêtre le 28 juin 1997 pour le diocèse du Puy-en-Velay. Il termine ses études à Rome l'année suivante en obtenant une licence canonique de théologie morale.

### Principaux ministères
En septembre 1998, de retour au Puy, il est nommé responsable diocésain des aumôneries de l’enseignement public et de la pastorale des jeunes et il est lui-même aumônier de deux collèges et six lycées.
Il est victime en février 2004 d'un grave accident de moto. À l'issue de sa rééducation, il est nommé comme vicaire à Yssingeaux et responsable du service des vocations. À partir de 2005 il est délégué épiscopal à la formation au ministère presbytéral, fonction qu'il conserve jusqu'en 2015.
En 2001, il crée le théâtre des Pléiades qu'il dirige avec le comédien Dominique Touzé jusqu'en août 2016. Le théâtre des Pléiades propose une saison qui accueille entre autres des spectacles d'Anjelin Preljocaj, Peter Brook, autour de la question du sacré. Clarinettiste, il appartient à plusieurs ensembles dont l'orchestre symphonique du conservatoire à rayonnement départemental du Puy-en-Velay et l'harmonie de la communauté d'agglomération du Puy-en-Velay. En août 2011, il est fait chevalier des Arts et des Lettres.
Henri Brincard, évêque du Puy, le nomme recteur de la cathédrale et membre du conseil épiscopal en septembre 2006.
En 2011, il part pour une année sabbatique à Madagascar où il travaille dans un foyer de jeunes handicapés et enseigne au séminaire de Fianarantsoa. C'est pendant cette année qu'il écrit les lettres qui en 2016 seront rassemblées et publiées sous le titre de « Journal de Tanjomoha », lettres parmi lesquelles figure notamment une lettre largement diffusée via les réseaux sociaux sur les difficultés du célibat des prêtres,.
De retour au Puy, il retrouve ses fonctions antérieures auxquelles s'ajoute, à partir de 2015, celle de coordinateur des jeunes prêtres de la province ecclésiastique de Lyon.

### Évêque

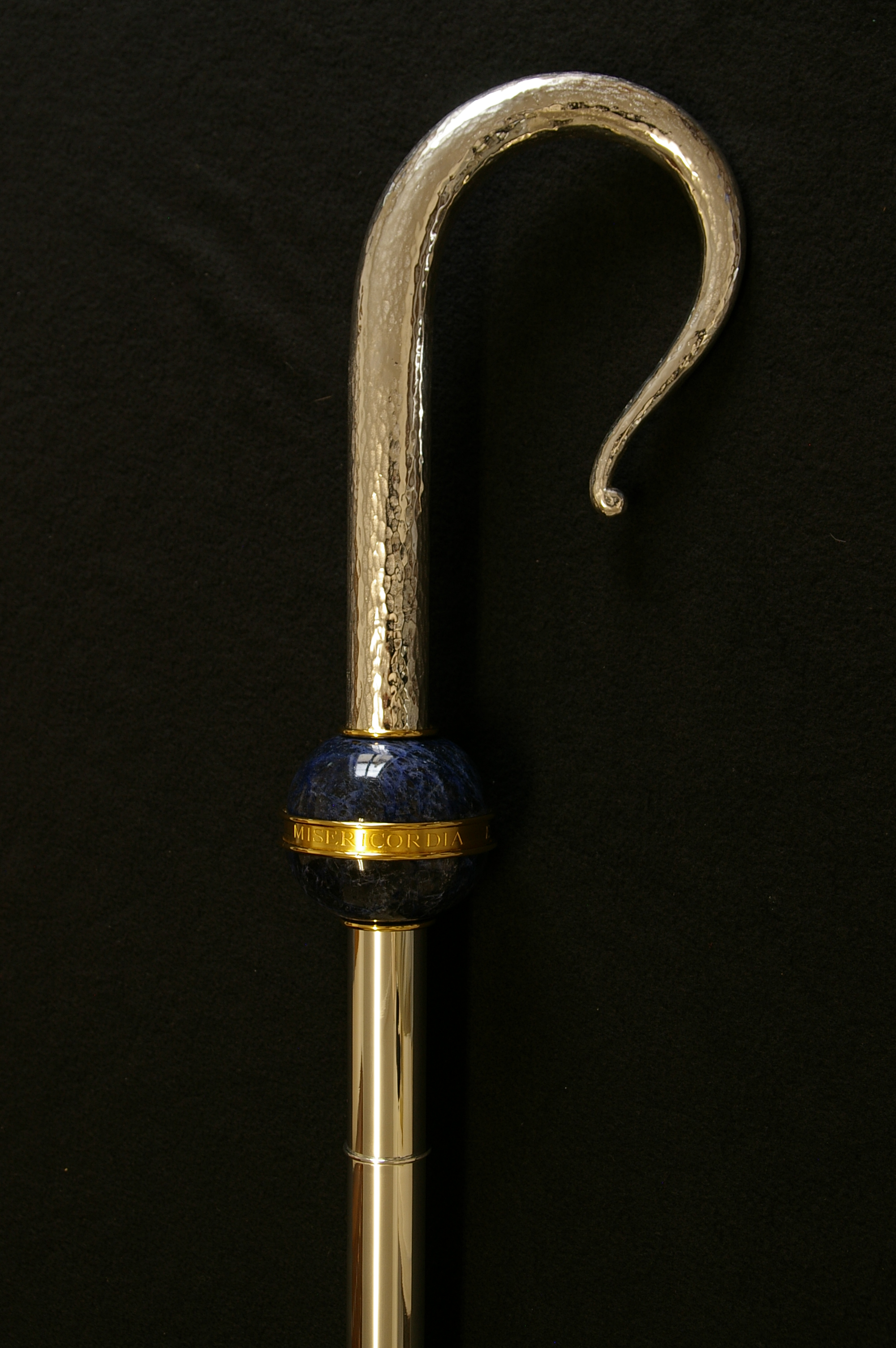
Crosse d'Emmanuel Gobilliard.

Le 16 juin 2016, il est nommé par le pape François évêque titulaire de Carpentras et évêque auxiliaire de Lyon. Il est consacré le 11 septembre suivant par le cardinal Barbarin, assisté de Luc Crepy et Jean-Philippe Nault.
Comme évêque auxiliaire à Lyon, il est nommé aussitôt vicaire général du diocèse et responsable du service de catéchèse et catéchuménat. Il quitte ce service un an plus tard et le confie à madame Couturier. Après le premier procès du cardinal Barbarin il devient responsable de la communication du diocèse et met en place une plateforme internet de sensibilisation à la pédocriminalité et de formation des prêtres, diacres et laïcs en responsabilité du diocèse de Lyon, sur cette question. Il fait intervenir des victimes, des professionnels de la justice, de la police, des victimologues, des psychiatres et rend cette formation obligatoire pour les cadres du diocèse. Il est chargé des relations avec le parquet de Lyon avec lequel il signe un protocole de coopération. Avec l'arrivée du nouvel archevêque, Olivier de Germay, il quitte ses fonctions de responsable du service de la communication qui est confié à une femme, Joséphine Brun et devient modérateur de la curie (directeur général des services du diocèse qui compte 402 prêtres, 113 diacres et 320 employés).
En 2021, il est nommé responsable au nom de l'Église des liens avec les Jeux Olympiques et Paralympiques de Paris 2024. Le Vatican le confirme dans cette fonction en septembre 2022, et le nomme délégué pour les Jeux olympiques, il est le premier à occuper ce poste. Il est par ailleurs membre du Variété Club de France.
Entre 2020 et 2022 il entreprend la réorganisation des services du diocèse de Lyon, promulguée par l'archevêque le 15 septembre 2022[réf. nécessaire].
Emmanuel Gobilliard est également président du conseil d'orientation de la radio RCF
Le 15 octobre 2022, il est nommé évêque de Digne, Riez et Sisteron par le pape François. Il est installé le 11 décembre 2022 en la cathédrale Notre-Dame-du-Bourg de Digne-les-Bains en présence du cardinal Jean-Marc Aveline, archevêque métropolitain de Marseille, et de Celestino Migliore, nonce apostolique en France.
En novembre 2023, il décide d'ouvrir le procès de béatification de Bienvenu de Miollis (1753-1843), évêque de Digne et inspirateur du personnage de Bienvenu Myriel dans le roman Les Misérables.
Emmanuel Gobilliard passe les deux premières années de son ministère épiscopal à Digne, à effectuer des visites pastorales dans tout le diocèseet à visiter tous les EHPAD.

## Devises épiscopales
« Sa miséricorde s'étend d'âge en âge » en tant qu'évêque auxiliaire de Lyon.
« Pour que ma joie soit en vous » (Jn 15,11) en tant qu'évêque de Digne.

## Distinctions
- Chevalier de l'ordre national du Mérite (2025)[13].
- Chevalier de l'ordre des Arts et des Lettres (2011)[14].